# Mariä Geburt (Ipthausen)

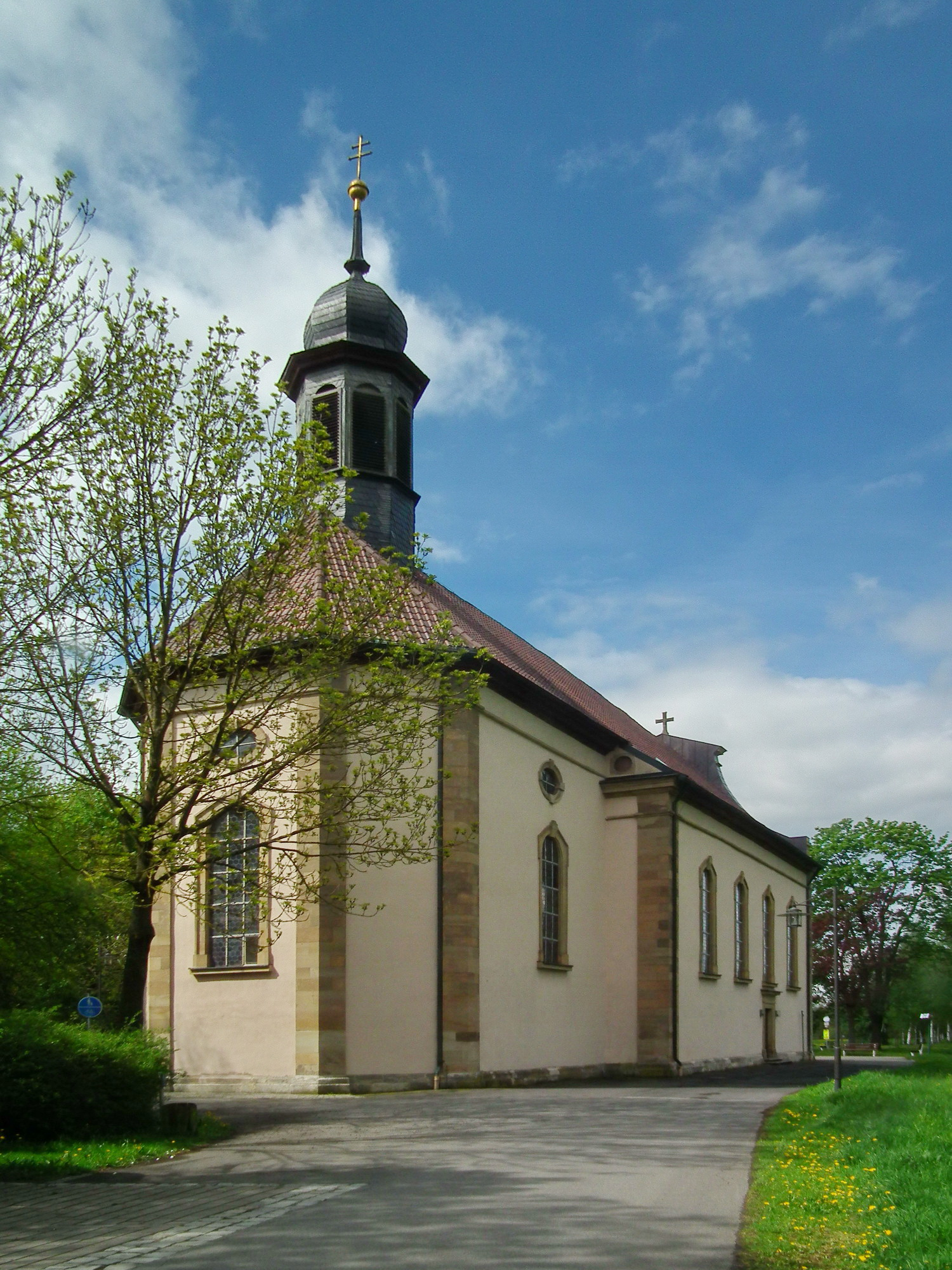
Mariä Geburt (Ipthausen)

Die römisch-katholische Filialkirche Mariä Geburt steht in Ipthausen, einem Gemeindeteil der Stadt Bad Königshofen im Grabfeld im unterfränkischen Landkreis Rhön-Grabfeld in Bayern. Das denkmalgeschützte Bauwerk wurde Mitte des 18. Jahrhunderts als Wallfahrtskirche errichtet. Es gehört zur Pfarrei Maria Himmelfahrt in der Pfarreiengemeinschaft Grabfeldbrücke (Bad Königshofen im Grabfeld) im Dekanat Bad Neustadt des Bistums Würzburg.

## Beschreibung

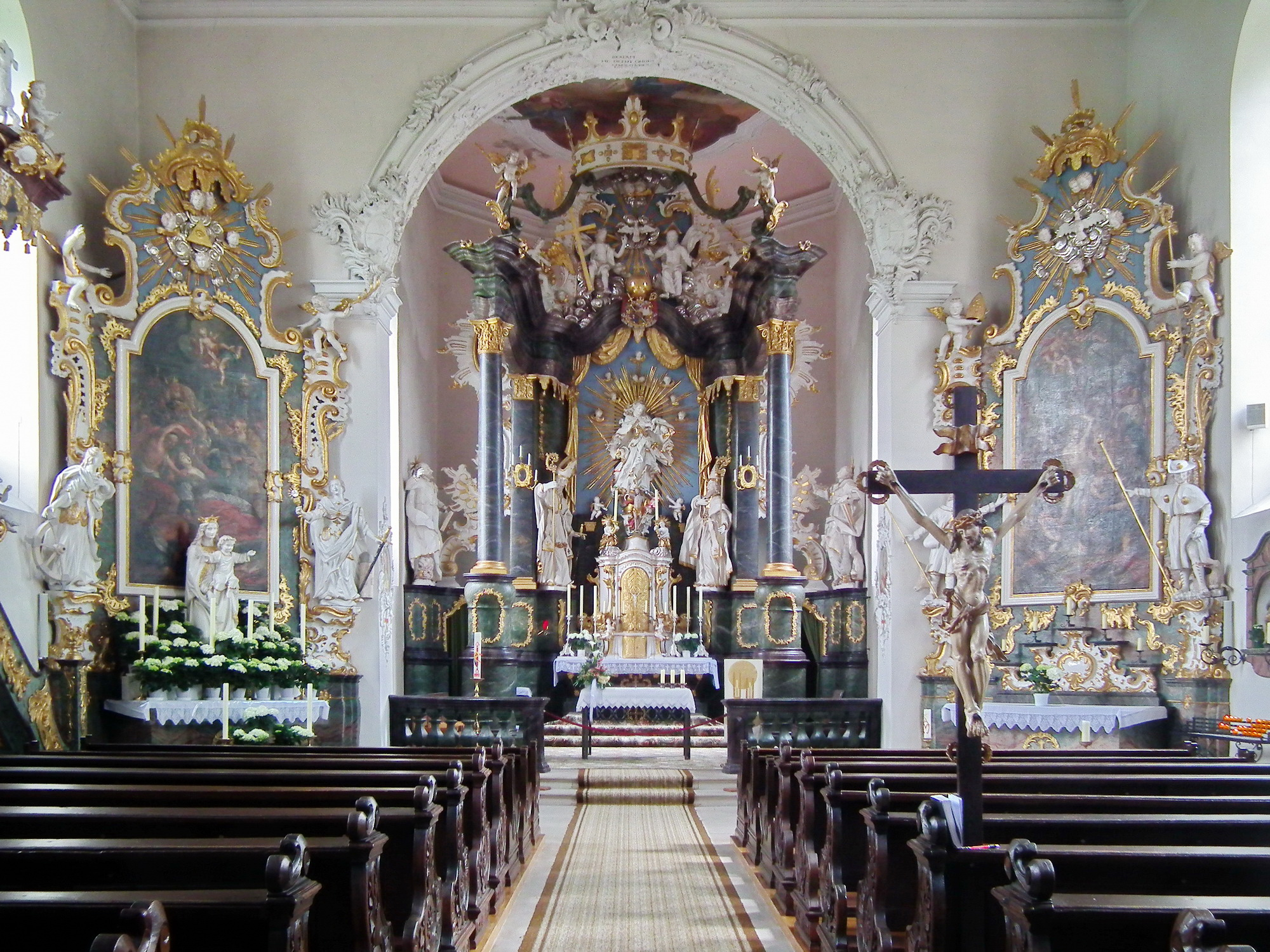
Langhaus in Richtung Altar

Die Saalkirche wurde von 1749 bis 1754 anstelle einer mittelalterlichen Kapelle gebaut. Sie besteht aus einem Langhaus und einem eingezogenen, dreiseitig abgeschlossenen Chor im Osten, aus dessen Satteldach sich ein schiefergedeckter, achteckiger, mit einer Zwiebelhaube bedeckter Dachreiter erhebt, der hinter den Klangarkaden den Glockenstuhl beherbergt. In den Nischen der mit einem Schweifgiebel bedeckten Fassade aus Quadermauerwerk im Westen stehen überlebensgroße Statuen, seitlich von Maria und Josef und oben in der Mitte von Salvator mundi.
Georg Anton Urlaub schuf die Deckenmalereien als Nachbildungen von Werken von Giovanni Battista Tiepolo. Für das Deckenbild im Chor kopierte er ein Motiv aus der Hofkirche der Würzburger Residenz. Außerdem stammt von ihm ein Fresko über dem Hochaltar, bei dem das Altarretabel mit der bildlichen Darstellung der Trinität unter einem Baldachin steht, der von vier Säulen getragen wird. Bei einem Brand wurde das Bild des Altarretabels vernichtet. Es wurde durch ein Marienbildnis ersetzt. Die Gemälde der beiden Seitenaltäre stammen von Johann Peter Herrlein. Die Kanzel wurde um 1760 gebaut.
Die Orgel mit 18 Registern auf zwei Manualen und Pedal wurde 1994 von Hey Orgelbau errichtet.